# 모션 제어
모션 제어 또는 모션 컨트롤(motion control)는 자동화의 하위 분야로, 기계의 움직이는 부분을 제어된 방식으로 움직이는 데 관련된 시스템 또는 서브 시스템을 포괄한다. 모션 제어 시스템은 정밀 공학, 미세 제조, 생명공학기술, 나노 기술을 포함한 다양한 분야에서 자동화 목적으로 광범위하게 사용된다. 관련된 주요 구성 요소는 일반적으로 모션 컨트롤러, 에너지 증폭기 및 하나 이상의 원동기 또는 액추에이터를 포함한다. 모션 제어는 개회로 또는 폐회로일 수 있다. 개회로 시스템에서 컨트롤러는 앰프를 통해 원동기 또는 액추에이터에 명령을 보내며, 원하는 움직임이 실제로 달성되었는지 여부는 알지 못한다. 일반적인 시스템에는 스테퍼모터 또는 팬 제어가 포함된다. 더 정밀한 제어를 위해 측정 장치를 시스템에 추가할 수 있다(일반적으로 최종 움직임 근처에). 측정이 컨트롤러로 다시 전송되는 신호로 변환되고 컨트롤러가 모든 오류를 보상하면 폐회로 시스템이 된다.
일반적으로 기계의 위치나 속도는 유압 펌프, 리니어 액추에이터 또는 전동기, 일반적으로 서보와 같은 장치를 사용하여 제어된다. 모션 제어는 로봇공학 및 CNC 공작기계의 중요한 부분이지만, 이러한 경우 운동학이 일반적으로 더 간단한 특수 기계와 함께 사용될 때보다 더 복잡하다. 후자는 종종 일반 모션 제어(GMC)라고 불린다. 모션 제어는 포장, 인쇄, 섬유, 반도체 제조, 조립 산업에서 널리 사용된다.
모션 제어는 물체의 움직임과 관련된 모든 기술을 포괄한다. 이는 실리콘 유형 마이크로 유도 액추에이터와 같은 마이크로 크기 시스템에서 우주 플랫폼과 같은 마이크로 시뮬 시스템에 이르는 모든 모션 시스템을 다룬다. 그러나 요즘 모션 제어의 초점은 DC/AC 서보 모터와 같은 전기 액추에이터를 사용하는 모션 시스템의 특수 제어 기술에 있다. 로봇 조작기 제어도 모션 제어 분야에 포함되는데, 대부분의 로봇 조작기가 전기 서보 모터로 구동되며 핵심 목표가 움직임 제어이기 때문이다.

## 개요
모션 제어 시스템의 기본 아키텍처는 다음과 같다:
- 모션 컨트롤러: 액추에이터가 따라야 할 기계적 경로(모션 프로파일)를 계산하고 제어하며(모션 플래닝), 폐회로 시스템에서는 피드백을 사용하여 제어 보정을 수행하고 폐회로 제어를 구현한다.
- 구동부 또는 앰프: 모션 컨트롤러의 제어 신호를 액추에이터에 전달되는 에너지로 변환한다. 최신 "지능형" 구동부는 위치 및 속도 루프를 내부적으로 닫을 수 있어 훨씬 더 정확한 제어를 가능하게 한다.
- 원동기 또는 액추에이터: 유압 펌프, 공압 실린더, 리니어 액추에이터 또는 전기 모터와 같은 출력 움직임을 위한 장치.
- 폐회로 시스템에서, 하나 이상의 피드백 센서: 위치 또는 속도 제어 루프를 닫기 위해 액추에이터의 위치 또는 속도를 모션 컨트롤러로 반환하는 절대 및 증분형 엔코더, 레졸버 또는 홀 효과 장치 등.
- 액추에이터의 움직임을 원하는 움직임으로 변환하는 기계 부품: 톱니바퀴, 샤프트, 볼 스크류, 벨트, 링크, 선형 및 회전 베어링.

모션 컨트롤러와 제어하는 구동부 사이의 인터페이스는 조정된 움직임이 필요할 때 매우 중요하다. 이는 긴밀한 동기화를 제공해야 하기 때문이다. 역사적으로 유일한 개방형 인터페이스는 아날로그 신호였지만, 조정된 모션 제어의 요구 사항을 충족하는 개방형 인터페이스가 개발될 때까지는 없었다. 그 첫 번째는 1991년의 SERCOS였으며, 이는 현재 SERCOS III로 향상되었다. 이후 모션 제어가 가능한 인터페이스에는 Ethernet/IP,  Profinet IRT, Ethernet Powerlink, EtherCAT 등이 있다.
일반적인 제어 기능은 다음과 같다:
- 속도 제어.
- 위치(점대점) 제어: 모션 경로를 계산하는 여러 방법이 있다. 이들은 종종 삼각 프로파일, 사다리꼴 프로파일 또는 S-곡선 프로파일과 같은 움직임의 속도 프로파일을 기반으로 한다.
- 압력 또는 힘 제어.
- 임피던스 제어: 이 유형의 제어는 로봇 공학에서와 같이 환경 상호 작용 및 객체 조작에 적합하다.
- 전자 기어링(또는 캠 프로파일링): 슬레이브 축의 위치가 마스터 축의 위치에 수학적으로 연결된다. 이에 대한 좋은 예는 두 개의 회전 드럼이 서로 주어진 비율로 회전하는 시스템이다. 전자 기어링의 더 고급 사례는 전자 캠밍이다. 전자 캠밍을 사용하면 슬레이브 축이 마스터 위치의 함수인 프로파일을 따른다. 이 프로파일은 소금에 절일 필요는 없지만, 애니메이션된 함수여야 한다.

## 같이 보기
- 컴퓨터 생성 이미지의 모션 추적을 위한 매치 무빙
- 컴퓨터 제어 스마트 모션 장치의 과학인 기전공학
- 제어 시스템
- PID 제어기, 비례-적분-미분 제어기
- 선회
- 공압
- Ethernet/IP
- 고속 고정밀 제어를 위한 고성능 위치 제어 시스템

## 더 읽어보기
- Tan K. K., T. H. Lee and S. Huang, Precision motion control: Design and implementation, 2nd ed., London, Springer, 2008.
- Ellis, George, Control System Design Guide, Fourth Edition: Using Your Computer to Understand and Diagnose Feedback Controllers